# 天仙护国佑圣延寿宫
天仙护国佑圣延寿宫，简称天仙宫，当地人俗称天仙庙，原位于北京市朝阳区朝阳门外大街237号，是一座道教正一派宫观。现已无存。

## 历史
该宫位于朝阳区日坛公园以东约0.5公里，西距朝阳门立交桥300米。该宫始建于明朝天启年间。
根据现存的明朝天启三年《增修敕赐天仙护国佑圣延寿宫碑记》、《增修延寿宫记》的记载，“都城朝阳关外百余武”，“旧址天仙真武庙” “门楹凡三，门以内东西为钟鼓楼，进为真庆门，前后正殿各若干楹，前奉天仙，后奉真武”，“ 左右又各有堂，左静默，右藏经厨库”， 当时该宫的住持为全真派的李演静，该宫迤东与“东岳神祠相错”。“乾清宫管事、御茶房牌子监督、勇士四卫营提督、御马监太监、司礼监秉笔、掌银作局印官、丰润魏学颃”策划将“天仙真武庙”改为“敕建天仙护国佑圣延寿宫”，最终获明熹宗朱由校决策批准，参与此事者多为太监，建造的缘由是“考天仙者，观音转化，逢合功成庆，兹末劫掌权衡于七十五司，惩凡恶以三十六狱，即有荒浮不逞结衅滋多者，皆得归命，接诚以摧毁罪焉！”。“赐进士出身、光禄大夫、左柱国、少师兼太子太师、吏部尚书、建极殿大学士、知经筵日讲、制诰、奉诏特起食禄、玉牒总裁官、福清叶向高”撰写了《增修敕赐天仙护国佑圣延寿宫碑记》。“敕建天仙护国佑圣延寿宫”石匾不知是翰林院庶吉士杨维新所书，还是钦差总督吴汝胤手书。
《北京寺庙历史资料》1939年北平寺庙登记中记载：“天仙宫，东郊二分署朝阳门外大街路北290号，建于明天启年间，募建，面积3.24亩，房55间，神像42尊，铁锺、铁鼎、瓷花瓶各一，铁五供2份，木五供3份，铁磬5个，树8棵。”
1947年7月21日，北平市《1947年第二次寺庙总登记》表“天仙宫”条：“位于朝外大街290号，东岳庙住持张吉荫兼任住持，建于明代天启年间，原名天仙护国佑圣延寿宫，俗称天仙宫。”民国时期，天仙宫归东岳庙管理，“占地三亩二分四，殿房五十五间，泥胎神像四十二尊，石碑两座，殿房外余房租赁补助东岳庙需用。”这说明，天仙护国佑圣延寿宫在清朝已俗称天仙宫，且自道教全真派变为正一派掌管。天仙宫为东岳庙的下院。
1980年代末，为迎接北京亚运会，在拓宽朝阳门外大街时，该宫被拆除。该宫位于朝阳门桥以东约300米，如今吉市口东路的南段。其对面是如今的朝外市场街北口。朝外市场街原为景升街、景升西街、景升东街这三条并排的南北走向的街，三条街之间由两道墙分隔，两墙之间是景升街，东墙东侧是景升东街，西墙西侧是景升西街。景升街北口、朝阳门外大街路南有一座景升街牌楼，清朝皇帝到日坛祭日都从景升街牌楼下经过，向南沿着景升街到日坛。天仙宫就在景升街北口的景升街牌楼以北靠东，和牌楼隔着朝阳门外大街相对。
现在，明朝天启三年（癸亥年，1623年）立的《增修敕赐天仙护国佑圣延寿宫碑记》、《增修延寿宫记》已于2003年迁至元大都城垣遗址公园内存放，立在公园北土城河最东端以南的地方。“敕建天仙护国佑圣延寿宫”石匾则存放在北顶娘娘庙。

## 建筑
天仙宫原有三进院落。第一进院落正门为“真庆门”，正殿供奉三尊木雕女神像，分别为催生娘娘、送子娘娘、眼光娘娘。东、西配殿各供两尊木雕女神像。院内东西分别为钟楼、鼓楼。第二进院落，正殿供奉真武大帝，东配殿为灵官，西配殿为财神。第三进院落，正面为二层楼，楼内供奉老夫妇二人，传说是真武大帝父母之像，院内左右有配殿，左为默然殿，右为藏经殿。
1980年代末，天仙宫仅存大门、前后大殿、东西配殿及石碑两座，已成为居民住宅。